# Vapors
Vapors é uma canção do rapper Snoop Doggy Dogg lançada como single do seu segundo álbum de estúdio Tha Doggfather e foi a principal faixa da coletânea Death Row: Snoop Doggy Dogg at His Best. A cançao foi produzida por Dj Pooh e conta com a participação de Charlie Wilson e Teena Marie.

## Lista de faixas
- "Vapors (Versão do álbum)"
- "Vapors (live)"
- "Snoop's Upside Ya Head (remix)"
- "Vapors (instrumental)"

## Video da musica
O video da canção apresenta as desventuras de três gangstas e Snoop Doggy Dogg narando os desfechos. O vídeo conta com a participação dos rappers Nate Dogg, Warren G e Daz Dillinger.

## Desempenho nas paradas
| Paradas (1997)                    | Melhor posição |
| --------------------------------- | -------------- |
| Nova Zelândia (Recorded Music NZ) | 7              |
| Reino Unido (UK Singles Chart)    | 18             |

## ligações externas
- Music video for the song no site MTV.com